# Gertrud Platz
Gertrud Platz (* 8. August 1942; † 24. Juni 2019, geborene Gertrud Horster, zeitweise auch unter dem Namen Gertrud Platz-Horster) war eine deutsche Klassische Archäologin.

## Leben

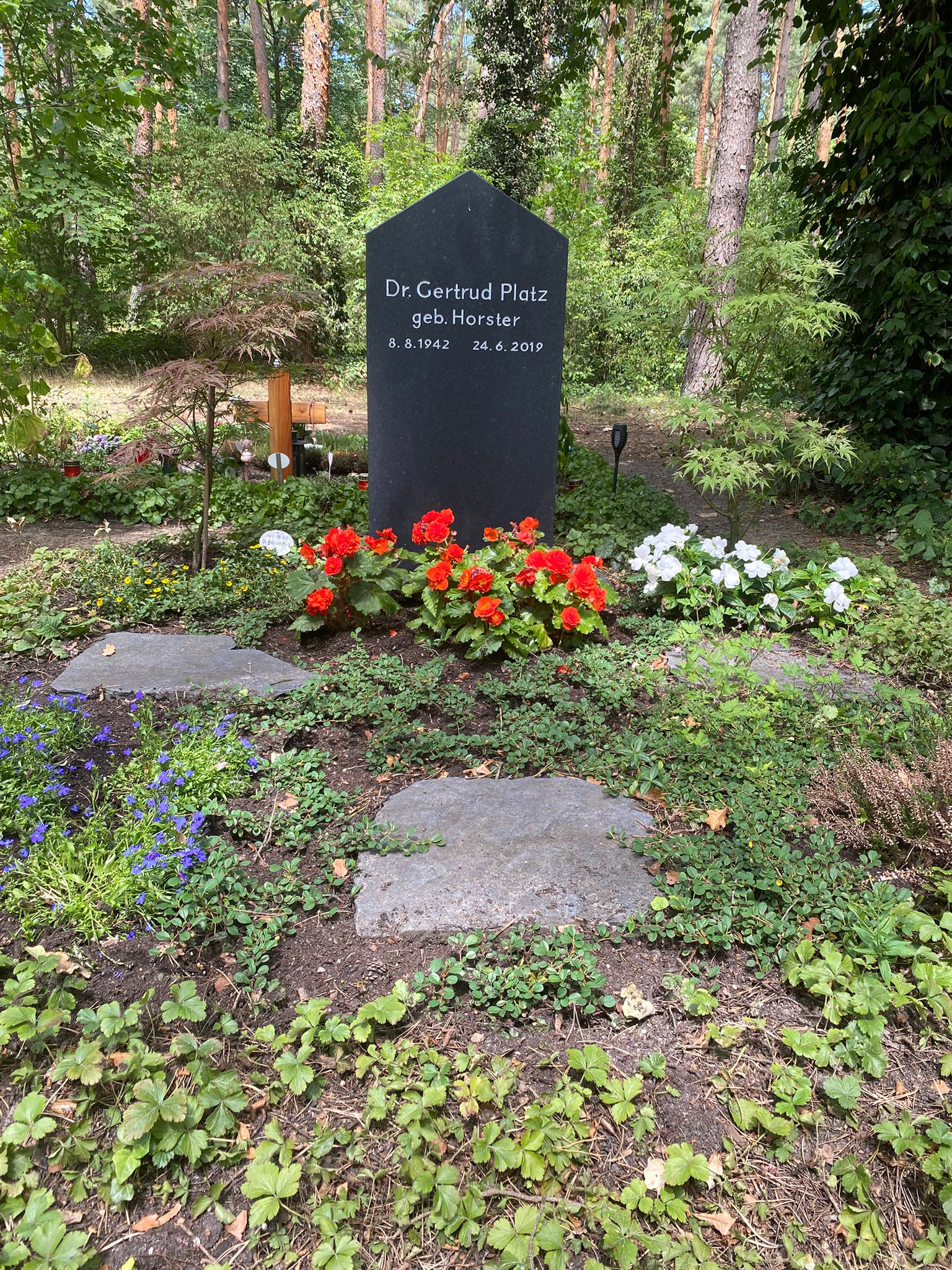
Grabstätte auf dem Waldfriedhof Zehlendorf

Gertrud Platz wurde 1969 mit einer Arbeit zum Thema Statuen auf Gemmen. Über das Verhältnis von Gemmenbildern zur griechischen Plastik bei Walter-Herwig Schuchhardt an der Universität Freiburg promoviert. 1973 wurde sie Volontärin bei den Staatlichen Museen zu Berlin und danach Referentin des Generaldirektors. 1981 wechselte sie zur Berliner Antikensammlung. Seit 1999 war Platz stellvertretende Direktorin der Antikensammlung unter Wolf-Dieter Heilmeyer, seit 2003 unter Andreas Scholl. Zum 1. September 2007 ging sie in den Ruhestand, arbeitete jedoch weiter wissenschaftlich und betreute auch weiterhin Projekte. Ihr Nachfolger als stellvertretender Direktor wurde Martin Maischberger.
Platz gehörte seit ihrer Promotion zu den Fachleuten auf dem Gebiet der Glyptik-Forschung. Bei der Berliner Antikensammlung, die etwa 14.000 Exemplare davon besitzt, konnte Platz ihren Interessen für diese Fundgattung nachgehen. Daneben waren ihre Spezialgebiete antiker Schmuck und antikes Glas. Auf all diesen Gebieten legte Platz wichtige Arbeiten vor. Sie wirkte an zahlreichen Sonderausstellungen mit, so beispielsweise 2007 „Medeas Gold“ und „Mythos und Macht. Erhabene Bilder in Edelstein“. Platz war korrespondierendes Mitglied des Deutschen Archäologischen Instituts.
Ihre letzte Ruhestätte erhielt Gertrud Platz auf dem Waldfriedhof Zehlendorf (Feld 018). 

## Schriften (Auswahl)
- Statuen auf Gemmen (= Habelts Dissertationsdrucke Reihe Archäologie 3). Habelt, Bonn 1970 (= Dissertation)
- Antike Gläser. Antikenmuseum, Berlin 1976
- Die archäologischen Universitätssammlungen in der Bundesrepublik Deutschland mit Berlin (West), in Österreich und in der Schweiz (= Schriften des Deutschen Archäologen-Verbandes 6). Deutscher Archäologen-Verband, Mainz 1983 (DNB 860462358)
- Die antiken Gemmen im Rheinischen Landesmuseum Bonn (= Kunst und Altertum am Rhein Nr. 113). Rheinland-Verlag – Habelt, Köln – Bonn 1984, ISBN 3-7927-0694-6
- Die antiken Gemmen aus Xanten im Besitz des Niederrheinischen Altertumsvereins, des Rheinischen Landesmuseums Bonn, der Katholischen Kirchengemeinde St. Viktor und des Regionalmuseums Xanten (= Kunst und Altertum am Rhein Nr. 126). Rheinland-Verlag – Habelt, Köln – Bonn 1987, ISBN 3-7927-0981-3
- Die antiken Gemmen aus Xanten. 2. Im Besitz des Archäologischen Parks, Regionalmuseum Xanten, der Katholischen Kirchengemeinde St. Mariae Himmelfahrt Marienbaum sowie in Privatbesitz (= Führer und Schriften des Regionalmuseums Xanten Nr. 35). Rheinland-Verlag – Habelt, Köln – Bonn 1994, ISBN 3-7927-1400-0
- Nil und Euthenia. Der Kalzitkameo im Antikenmuseum Berlin (= Winckelmannsprogramme der Archäologischen Gesellschaft zu Berlin Band 133). de Gruyter, Berlin 1992, ISBN 3-11-013779-8
- Antiker Goldschmuck. Altes Museum. Eine Auswahl der ausgestellten Werke, von Zabern, Mainz 2001, ISBN 3-8053-2756-0
  - englisch: Ancient gold jewellery. Altes Museum. A selection from the permanent exhibition, von Zabern, Mainz 2002, ISBN 3-8053-2896-6
- L'antica maniera. Zeichnungen und Gemmen des Giovanni Calandrelli in der Antikensammlung Berlin, DuMont, Köln 2005, ISBN 3-8321-7548-2
- (Hrsg.): Mythos und Macht. Erhabene Bilder in Edelstein. Internationales Kolloquium zur gleichnamigen Ausstellung der Antikensammlung Staatliche Museen zu Berlin im Alten Museum am Lustgarten, Antikensammlung, Berlin 2007, ISBN 978-3-88609-620-6
- mit Andreas Scholl: Die Antikensammlung. Altes Museum. Pergamonmuseum, 3. Auflage (Neuauflage), von Zabern, Mainz 2007, ISBN 978-3-8053-2449-6
- Erhabene Bilder. Die Kameen in der Antikensammlung Berlin. Reichert, Wiesbaden 2012, ISBN 978-3-89500-906-8.
- Kleine Bilder – große Mythen. Antike Gemmen aus Augsburg. Likias Verlag, Friedberg 2012, ISBN 978-3-9812181-7-6.
- Knochenarbeiten. Objekte aus Bein, Elfenbein, Geweih, Horn und Zahn in der Antikensammlung Berlin. Schnell & Steiner, Regensburg 2018, ISBN 978-3-7954-3381-9.
- Antike Gemmen aus Bayern in der Archäologischen Staatssammlung München (= Ausstellungskataloge der Archäologischen Staatssammlung 42). Archäologische Staatssammlung, München 2018, ISBN 978-3-927806-45-0.